# One Take Radio Sessions
One Take Radio Sessions è un EP di Mark Knopfler del 2005. È la versione più completa rispetto a The Trawlerman's Song uscito pochi mesi prima, contiene otto canzoni live (anziché cinque) registrate ai Shangri-La Studios di Malibù, in California, presenti nell'album Shangri-La.

## Tracce
1. The Trawlerman's Song – 5:14
2. Back to Tupelo (Live) – 4:32
3. Song for Sonny Liston (Live) – 5:31
4. Rüdiger (Live) – 6:07
5. Boom, like That (Live) – 4:35
6. Everybody Pays (Live) – 6:10
7. Donegan's Gone (Live) – 3:00
8. Stand up Guy (Live) – 4:30